# Бич, Альберт Иванович
Альберт Иванович Бич (род. 1932, Ленинград) — специалист в области селекционно-племенной работы с чёрно-пёстрой породой крупного рогатого скота, доктор сельскохозяйственных наук, профессор.
Альберт Иванович родился в городе Ленинграде. Окончил зоотехнический факультет Троицкого ветеринарного института Челябинской обл. (1959) и аспирантуру при Пушкинской НИ лаборатории с.-х. животных(1967)в Ленинграде.
Работал зоотехником на Лесновской станции искусственного осеменения с.-х. животных в Ленинградской области (1959—1963), старший научный сотрудник (1967—1971) и заведующий лаборатории ВНИИ генетики и разведения с.-х. животных (с 1971). С 1994-президент ассоциации чёрно-пёстрого и айрширского скота России.
Основные результаты научных исследований — организация селекционно-племенной работы в 20 лучших племенных хозяйствах страны, выведение трех новых высокопродуктивных заводских типов в черно-пестрой породе скота: Петровский (ПЛЧП-1), лесновский (ЛЛЧП-2), «Заря» (МЧП-1), а также пяти новых линий быков.
Подготовил 20 кандидатов наук. Опубликовал 171 научную работу, в том числе 2 книги (в соавторстве) и 3 методические рекомендации. Под его руководством и редакцией издано 16 каталогов на быков-производителей черно-пестрой породы и несколько племенных книг.
Награждён золотыми, серебряными и бронзовыми медалями ВДНХ, медалью «За доблестный труд в Великой Отечественной войне».

## Основные публикации
- Основные линии голландской породы, используемые в хозяйствах СССР.-М.,1964;
- Краткая характеристика генеалогических групп, линий и родственных крупп крупного рогатого скота черно-пестрой породы: Каталог.-М.,1969;
- План племенной работы с черно-пестрым скотом Европейской части РСФСР.-Л.,1969.-(В соавт.);
- План племенной работы с крупным рогатым скотом СССР на 1970—1975 г.г.-Л.,1971.-(В соавт.);
- Чёрно-пёстрый скот и методы его улучшения.-Л.,1971.-(В соавт.).